# Loud SA Records
Loud S/A Records（ラウドエスエーレコーズ）とは、大阪府大阪市にて運営されているレコード会社および音楽プロダクションである。
大阪市浪速区日本橋に本社を構える。

## 概要
2009年1月10日に設立。https://loudsainfomation.wixsite.com/home%5B%5D
本社は大阪府大阪市浪速区恵美須1丁目15-6
子レーベルとして、alco sa records、varitop sa recordsがある。
提携系列会社及びプロジェクトは、（株）REY'S IN 、寺崎要プロジェクト（K-PRO）

## 所属アーティスト

### バンド・ユニット
- the ballad
- effect
- Lesser99
- にわとりおばけ
- SUNAMERI
- UNFATE
- オコジョ

### シンガー
- 優木ななみ
- さちこ
- 美穂（effect vocal）
- yu-ki
- 馬屋原つかさ
- 蒼井瑠歌
- なおゆき
- 諸見里耕一
- Daisuke
- 國領龍馬
- LOY - 心韻
- 琥珀龍
- 岡村雄大

### 関西軽音楽倶楽部オーケストラ
Loud S/A Recordsに所属するアーティスト大半で構成される楽団プロジェクト。
イベント毎にレーベル外の共演者とのコラボレーションなどを行い、構成は多岐にわたる。

## イベント・企画
- 響歌フェスティバル（JOYSOUND提携企画）
- K-PRO（寺崎要プロジェクト）
- effectとぱーちーしようぜ!!（effect主催・40回目まで敢行）
- 鷹神の羽（打越元久主催）
- OSAKA BILLBOARD NIGHT（現在6回目まで敢行） ・西浦秀樹[2]、鈴康寛、剱正人、美勇士[3]らがゲスト出演している。
- VARITOP 1/100（系列レーベルvaritop S/A recordsの定期開催企画）
- 脳細胞爆裂麻痺（にわとりおばけ主催）
- 不屈の風（the ballad主催・反戦がテーマ）

## 関連人物
- 打越元久
- 西浦秀樹
- 鈴康寛
- 美勇士
- しゃーやん（前田写楽）[4]
- The 原爆オナニーズ[5]
- 藤田久美子
- 愛川こずえ[6]